# اورکنی
جزایر اورکنی (به انگلیسی: Orkney) مجموعه جزایری است در شمال کشور پادشاهی متحد و جنوب جزایر شتلند. اورکنی جزئی از منطقه سیاسی اسکاتلند محسوب می‌شود.